# Tomasz Miśkiewicz
Tomasz Miśkiewicz (ur. 9 lipca 1977 w Białymstoku) – polski duchowny muzułmański, mufti Muzułmańskiego Związku Religijnego w Rzeczypospolitej Polskiej (MZR) oraz przewodniczący Najwyższego Kolegium Muzułmańskiego Związku Religijnego.

## Życiorys
Wychowywał się i dorastał w Suchowoli. Posiada wykształcenie szariackie. Ukończył studia licencjackie z zakresu prawa muzułmańskiego w Arabii Saudyjskiej. Pełnił funkcję imama gminy białostockiej. Muftim został wybrany 20 marca 2004 podczas XV Kongresu MZR.
Prowadzi przedstawicielstwo Światowego Zgromadzenia Młodzieży Muzułmańskiej (WAMY) na Europę Wschodnią oraz fundację na rzecz budowy kompleksu handlowo-meczetowego w Warszawie. Rozwija agroturystykę w rejonie starych meczetów tatarskich.
W listopadzie 2009 w Białymstoku wziął ślub z Barbarą Pawlic, która również była aktywną działaczką polskiej społeczności tatarskiej i muzułmańskiej.
Od 2016 w związku z konfliktem w obrębie MZR legalność jego wyboru na stanowisko muftiego zaczęła być kwestionowana przez część środowiska. Zgodnie z zarzutami wyboru muftiego dokonuje kongres elekcyjny, podczas gdy Miśkiewicza powołał zjazd, a on sam nie miał ukończonych wymaganych prawem 40 lat. We wrześniu 2016 zwołano Najwyższe Kolegium Muzułmańskie, które podjęło uchwałę, że ówczesny wybór był nieważny, natomiast 15 października 2016 zwołano w Kruszynianach Wszechpolski Elekcyjny Kongres Muzułmański i wybrano nowego muftiego – Janusza Aleksandrowicza. Miśkiewicz wysłał sprzeciw do MSWiA, a Ministerstwo 17 lipca 2017 wystawiło zaświadczenie, że muftim jest Miśkiewicz.

## Odznaczenia
W 2006 został odznaczony Srebrnym Krzyżem Zasługi za zasługi w popularyzowaniu kultury mniejszości narodowych oraz działalności na rzecz dialogu ekumenicznego. W 2011, za zasługi w działalności na rzecz społeczności muzułmańskiej w Polsce oraz dialogu międzyreligijnego i międzykulturowego, został odznaczony Złotym Krzyżem Zasługi. Natomiast w 2018 przyznano mu odznakę honorową „Zasłużony dla Kultury Polskiej”. W 2025 otrzymał Krzyż Oficerski Orderu Odrodzenia Polski.
W 2008 król Arabii Saudyjskiej uhonorował go Srebrnym Medalem zaangażowania na rzecz dialogu.